# Grande Nilo Superior

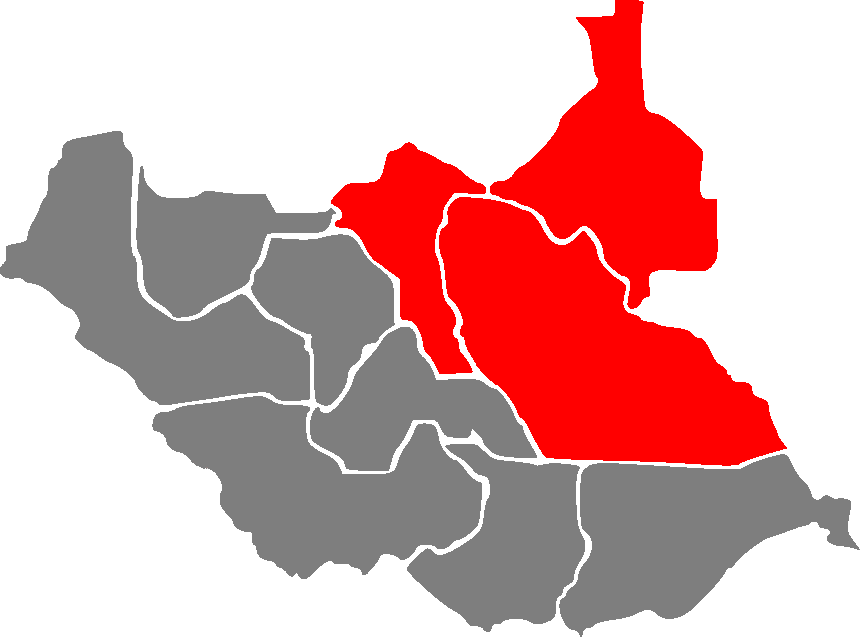
Localização da região do Grande Nilo Superior no Sudão do Sul

Grande Nilo Superior (em árabe: أعظم أعالي النيل) é uma das regiões do Sudão do Sul. Fica no nordeste do país. Recebeu o seu nome a partir do Nilo Branco, um afluente do rio Nilo.
A região engloba os estados de Juncáli (Jonglei), Unidade, e Alto Nilo. Faz fronteira com a Etiópia a leste e com a República do Sudão a norte.